# San Marino Open
Il San Marino Open è un torneo di tennis professionistico che si gioca annualmente sui campi in terra rossa del Centro Tennis di Fonte dell'Ovo nella Repubblica di San Marino. È stato per 12 anni un evento del circuito maggiore maschile e dal 2001 è entrato a far parte del circuito Challenger. Tra il 1991 e il 1993 si sono disputati anche i tornei femminili del WTA Tour.

## Storia
Inaugurato nel 1988 come torneo delle ATP Challenger Series, l'anno successivo divenne un evento del circuito maggiore, il Grand Prix, che nel 1990 confluì nella prima edizione del circuito ATP. Fece parte fino al 2000 della categoria International Series dell'ATP Tour. Dal 2001 il suo posto nel calendario ATP fu preso dal torneo di Sopot e quell'anno il torneo di San Marino tornò in seno alle ATP Challenger Series, circuito che nel 2009 avrebbe preso il nome ATP Challenger Tour. Dal 1991 al 1993 si disputarono anche i tornei del WTA Tour femminile. I tornei Challenger maschili continuarono fino all'edizione del 2014, quella del 2015 non fu disputata dopo il ritiro dello sponsor principale del torneo, l'azienda GO&FUN. Dal 2015 al 2020 il torneo non si giocò e nel 2021 fu reinserito nel calendario del circuito Challenger nella categoria Challenger 90, diventata Challenger 125 nel 2023 con licenza triennale. Nel 2024 viene insignito del titolo di "miglior [torneo ATP Challenger] d'Europa e d'Africa".

## Albo d'oro

### Singolare maschile
| Anno                                    | Campione                   | Finalista             | Punteggio           |
| --------------------------------------- | -------------------------- | --------------------- | ------------------- |
| 2025                                    | Lukáš Klein                | Dino Prižmić          | 6–3, 6–4            |
| 2024                                    | Alexandre Müller           | Tseng Chun-hsin       | 6–3, 4–6, 7–6(3)    |
| 2023                                    | Jaume Munar                | Andrea Pellegrino     | 6–4, 6–1            |
| 2022                                    | Pavel Kotov                | Matteo Arnaldi        | 7–6(5), 6–4         |
| 2021                                    | Holger Rune                | Orlando Luz           | 1–6, 6–2, 6–3       |
| 2020- 2015                              | Non disputato              | Non disputato         | Non disputato       |
| 2014                                    | Adrian Ungur               | Antonio Veić          | 6–1, 6–0            |
| 2013                                    | Marco Cecchinato           | Filippo Volandri      | 6–3, 6–4            |
| 2012                                    | Martin Kližan              | Simone Bolelli        | 6–3, 6–1            |
| 2011                                    | Potito Starace (3)         | Martin Kližan         | 6–1, 3–0 ritiro     |
| 2010                                    | Robin Haase                | Filippo Volandri      | 6–2, 7–6(8)         |
| 2009                                    | Andreas Seppi              | Potito Starace        | 7–6(4), 2–6, 6–4    |
| 2008                                    | Filippo Volandri           | Potito Starace        | 5–7, 6–4, 6–1       |
| 2007                                    | Potito Starace (2)         | Albert Montañés       | 6–4, 7–6(5)         |
| 2006                                    | Albert Montañés            | Sergio Roitman        | 7–6(5), 6(5)–7, 6–3 |
| 2005                                    | Juan Antonio Marín (2)     | Saša Tuksar           | 6–2, 6–4            |
| 2004                                    | Potito Starace (1)         | Hugo Armando          | 6–4, 1–6, 6–3       |
| 2003                                    | Alessio Di Mauro           | David Sánchez         | 6–3, 3–2 ritiro     |
| 2002                                    | José Acasuso               | Albert Portas         | 3–6, 6–3, 6–2       |
| 2001                                    | Juan Antonio Marín (1)     | Markus Hipfl          | 6–2, 2–6, 7–6(3)    |
| Challenger (dal 2001)                   |                            |                       |                     |
| 2000                                    | Álex Calatrava             | Sergi Bruguera        | 7–6(7), 1–6, 6–4    |
| 1999                                    | Galo Blanco                | Albert Portas         | 4–6, 6–4, 6–3       |
| 1998                                    | Dominik Hrbatý             | Mariano Puerta        | 6–2, 7–5            |
| 1997                                    | Félix Mantilla             | Magnus Gustafsson     | 6–4, 6–1            |
| 1996                                    | Albert Costa (2)           | Félix Mantilla        | 7–6(7), 6–3         |
| 1995                                    | Thomas Muster (2)          | Andrea Gaudenzi       | 6–2, 6–0            |
| 1994                                    | Carlos Costa (1)           | Oliver Gross          | 6–1, 6–3            |
| 1993                                    | Thomas Muster (1)          | Renzo Furlan          | 7–5, 7–5            |
| 1992                                    | Karel Nováček              | Francisco Clavet      | 7–5, 6–2            |
| 1991                                    | Guillermo Pérez Roldán (2) | Frédéric Fontang      | 6–3, 6–1            |
| 1990                                    | Guillermo Pérez Roldán (1) | Omar Camporese        | 6–3, 6–3            |
| 1989                                    | José Francisco Altur       | Roberto Azar          | 6–7, 6–4, 6–1       |
| International Series (dal 1989 al 2000) |                            |                       |                     |
| 1988                                    | Paolo Canè                 | Francesco Cancellotti | 6–7, 6–3, 6–3       |
| Challenger (nel 1988)                   |                            |                       |                     |

### Doppio maschile
| Anno                                    | Campioni                               | Finalisti                         | Punteggio           |
| --------------------------------------- | -------------------------------------- | --------------------------------- | ------------------- |
| 2025                                    | Karol Drzewiecki Ray Ho                | Miloš Karol Vitaliy Sachko        | 7–5, 7–6(3)         |
| 2024                                    | Petr Nouza Patrik Rikl                 | Théo Arribagé Orlando Luz         | 1–6, 7–5, [10–6]    |
| 2023                                    | Ivan Liutarevich Vladyslav Manafov     | Théo Arribagé Luca Sanchez        | 6–4, 7–6(8)         |
| 2022                                    | Marco Bortolotti Sergio Martos Gornés  | Ivan Sabanov Matej Sabanov        | 6–4, 6–4            |
| 2021                                    | Zdeněk Kolář Luis David Martínez       | Rafael Matos João Menezes         | 1–6, 6–3, [10–3]    |
| 2020- 2015                              | Non disputato                          | Non disputato                     | Non disputato       |
| 2014                                    | Radu Albot Enrique López-Pérez         | Franko Škugor Adrian Ungur        | 6–4, 6–1            |
| 2013                                    | Nicholas Monroe Simon Stadler          | Daniele Bracciali Florin Mergea   | 6–2, 6–4            |
| 2012                                    | Lukáš Dlouhý (2) Michal Mertiňák       | Stefano Ianni Matteo Viola        | 2–6, 7–6(3), [11–9] |
| 2011                                    | James Cerretani Philipp Marx           | Daniele Bracciali Julian Knowle   | 6–3, 6–4            |
| 2010                                    | Lovro Zovko Daniele Bracciali          | Yves Allegro James Cerretani      | 2–6, 6–2, [10–5]    |
| 2009                                    | Lucas Arnold Ker (3) Sebastián Prieto  | Johan Brunström Jean-Julien Rojer | 7–6(4), 3–6, [10–7] |
| 2008                                    | Yves Allegro Horia Tecău               | Fabio Colangelo Philipp Marx      | 7–5, 7–5            |
| 2007                                    | Pablo Cuevas Juan Pablo Guzmán         | Tomasz Bednarek James Cerretani   | 6–1, 6–0            |
| 2006                                    | Máximo González Sergio Roitman         | Jérôme Haehnel Julien Jeanpierre  | 6–3, 6–4            |
| 2005                                    | Lukáš Dlouhý (1) David Škoch (3)       | Jeff Coetzee Chris Haggard        | 3–6, 6–4, 6–3       |
| 2004                                    | Massimo Bertolini (2) Tom Vanhoudt (2) | Adrián García Álex López Morón    | 6–2, 6–4            |
| 2003                                    | Massimo Bertolini (1) Tom Vanhoudt (1) | Federico Browne Dominik Hrbatý    | 7–5, 6(3)–7, 6–2    |
| 2002                                    | Leoš Friedl (2) David Škoch (2)        | Massimo Bertolini Cristian Brandi | 6–2, 6–4            |
| 2001                                    | František Čermák David Škoch (1)       | Devin Bowen Aleksandar Kitinov    | 7–5, 6–4            |
| Challenger (dal 2001)                   |                                        |                                   |                     |
| 2000                                    | Tomáš Cibulec Leoš Friedl (1)          | Gastón Etlis Jack Waite           | 7–6(1), 7–5         |
| 1999                                    | Lucas Arnold Ker (2) Mariano Hood      | Petr Pála Pavel Vízner            | 6–3, 6–2            |
| 1998                                    | Jiří Novák David Rikl                  | Mariano Hood Sebastián Prieto     | 6–4, 7–6(6)         |
| 1997                                    | Cristian Brandi Filippo Messori        | Brandon Coupe David Roditi        | 7–5, 6–4            |
| 1996                                    | Pablo Albano Lucas Arnold Ker (1)      | Mariano Hood Sebastián Prieto     | 6–1, 6–3            |
| 1995                                    | Jordi Arrese Andrew Kratzmann          | Pablo Albano Federico Mordegan    | 7–6, 3–6, 6–2       |
| 1994                                    | Neil Broad Greg Van Emburgh            | Jordi Arrese Renzo Furlan         | 6–4, 7–6            |
| 1993                                    | Daniel Orsanic Olli Rahnasto           | Juan Garat Roberto Saad           | 6–4, 1–6, 6–3       |
| 1992                                    | Nicklas Kulti Mikael Tillström         | Cristian Brandi Federico Mordegan | 6–2, 6–2            |
| 1991                                    | Jordi Arrese Carlos Costa              | Christian Miniussi Diego Perez    | 6–3, 3–6, 6–3       |
| 1990                                    | Vojtěch Flégl Daniel Vacek             | Jordi Burillo Marcos Górriz       | 6–1, 4–6, 7–6       |
| 1989                                    | Simone Colombo Claudio Mezzadri        | Pablo Albano Gustavo Luza         | 6–4, 6–1            |
| International Series (dal 1989 al 2000) |                                        |                                   |                     |
| 1988                                    | Christer Allgårdh Josef Čihák          | João Cunha e Silva Jörgen Windahl | 6–4, 6–2            |
| Challenger (nel 1988)                   |                                        |                                   |                     |

### Singolare femminile
| Anno | Campione          | Finalista           | Punteggio     |
| ---- | ----------------- | ------------------- | ------------- |
| 1993 | Marzia Grossi     | Barbara Rittner     | 3–6, 7–5, 6–1 |
| 1992 | Magdalena Maleeva | Federica Bonsignori | 7–6, 6–4      |
| 1991 | Katia Piccolini   | Silvia Farina Elia  | 6–2, 6–3      |

### Doppio femminile
| Anno | Campioni                          | Finalisti                       | Punteggio |
| ---- | --------------------------------- | ------------------------------- | --------- |
| 1993 | Sandra Cecchini Patricia Tarabini | Florencia Labat Barbara Rittner | 6–3, 6–2  |
| 1992 | Alexia Dechaume Florencia Labat   | Sandra Cecchini Laura Garrone   | 7–6, 7–5  |
| 1991 | Kerry-Anne Guse Akemi Nishiya     | Laura Garrone Mercedes Paz      | 6–0, 6–3  |